# Roger Martineau
Ne doit pas être confondu avec Patrice Martineau.
Pour les articles homonymes, voir Martineau.
Roger Martineau, né en Vendée en 1958, est un auteur-compositeur-interprète, ainsi qu'auteur de recueils de poésie, de pièces de théâtre, de spectacles et de comédies musicales.

## Biographie
Il est connu comme l'un des Frères Martineau pour chanter avec son frère Patrice depuis 1985, avec qui il a enregistré quinzaine d'albums (soit plus de 200 chansons), donné plus 1200 concerts, en France et à l’étranger,. Il enregistre également deux albums solos En attendant son retour (2001) et Les femmes catholiques (2010).
Les différents spectacles qu'il écrit et réalise avec son frère lui ont permis de collaborer avec des personnalités comme Michael Lonsdale, Robert Hossein, Nicole Rieu ou encore Jean Piat.
En solo, il s'approprie la poésie scénique dans ses spectacles, où il alterne chansons et poésies tirées de ses recueils. Roger Martineau se détache des autres chanteurs par la variété de ses mélodies sur des textes souvent très littéraires : La Loire ; La complainte de Jeanne ; Le sourire du lépreux ; Novembre ; Trésor de la Pauvreté ; La mort du dauphin ; Le Berger ; Mère Teresa.

## Albums solo
- 2001 : En attendant son retour (dédié à Georges Brassens)
- 2010 : Les femmes catholiques

## Recueils de poésie
- 1992 : Poèmes autobiographiques
- 1995 : Sanctuaire
- 2000 : En attendant son retour